# Guangdong Foday Automobile

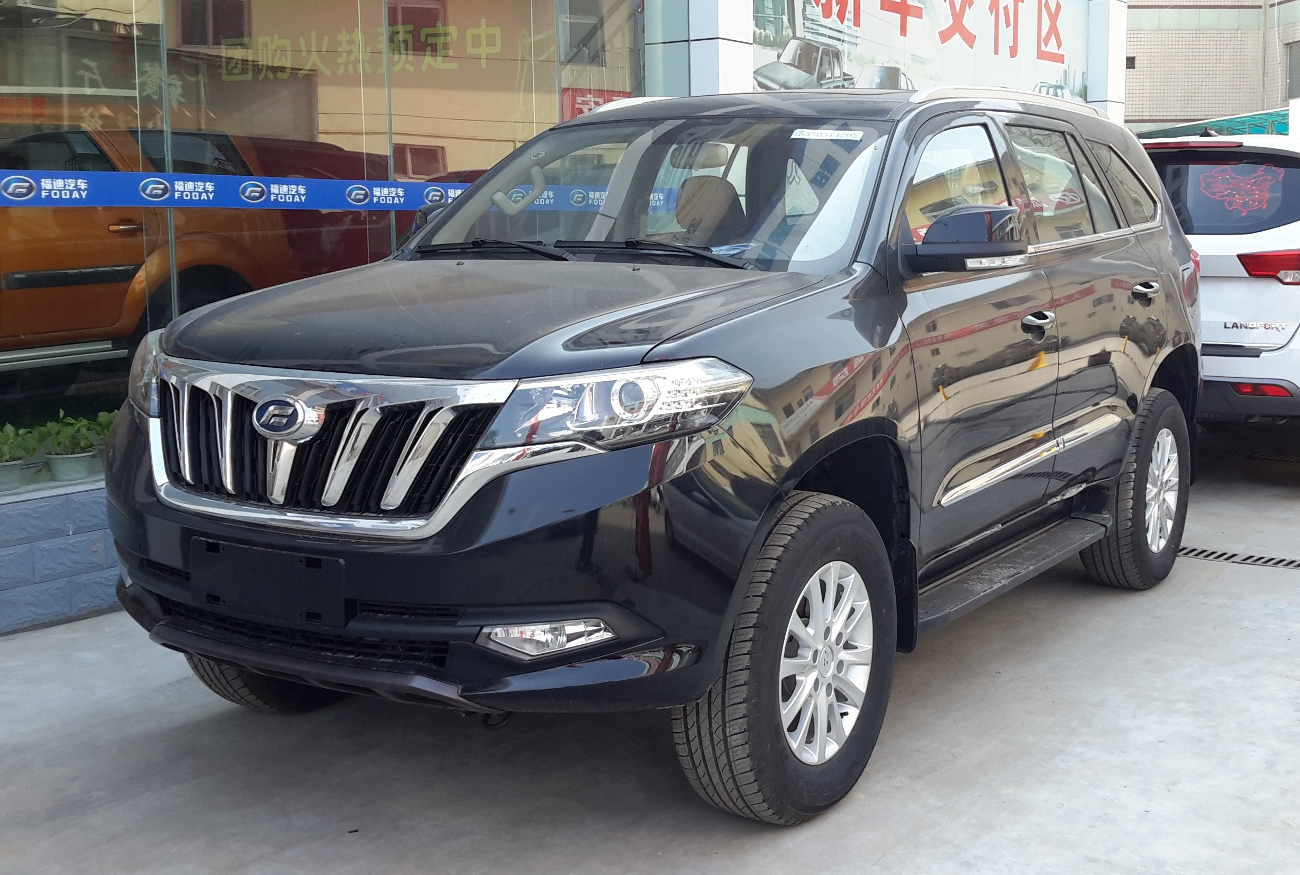
Foday Landfort

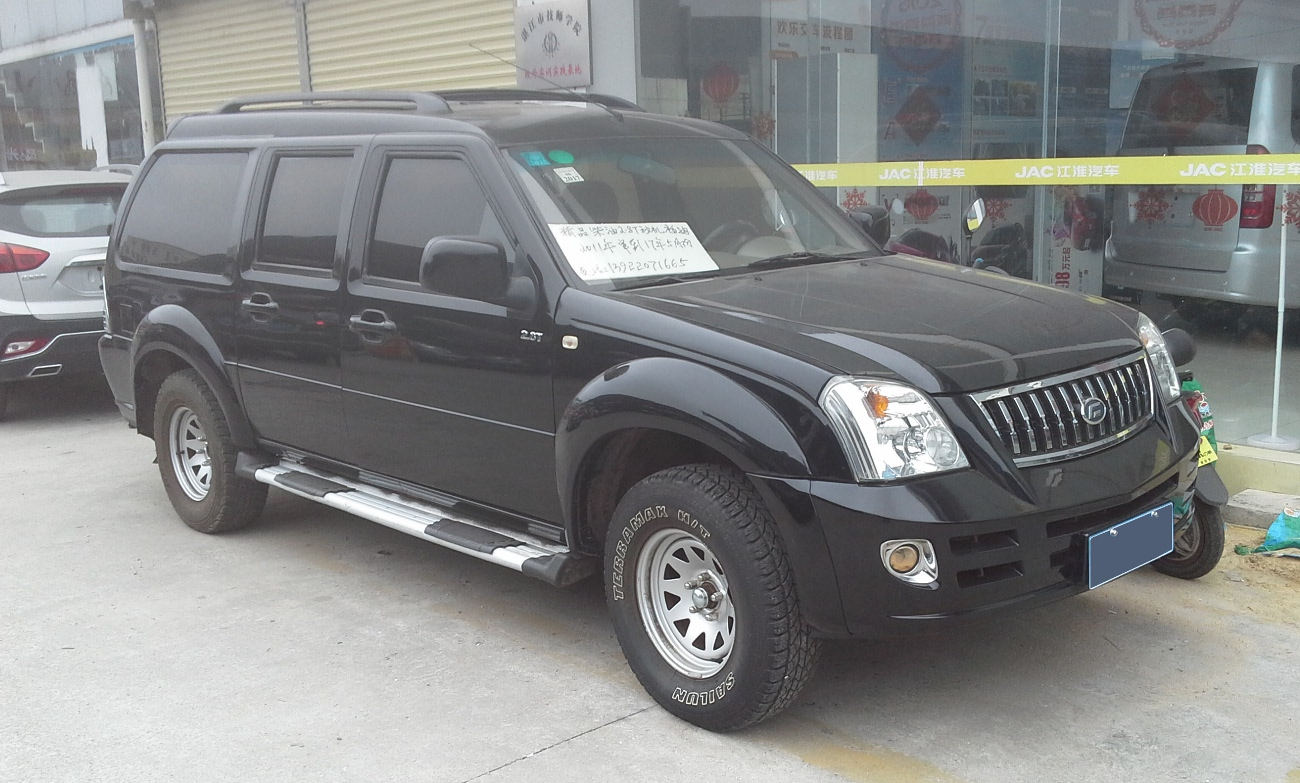
Foday Explorer II

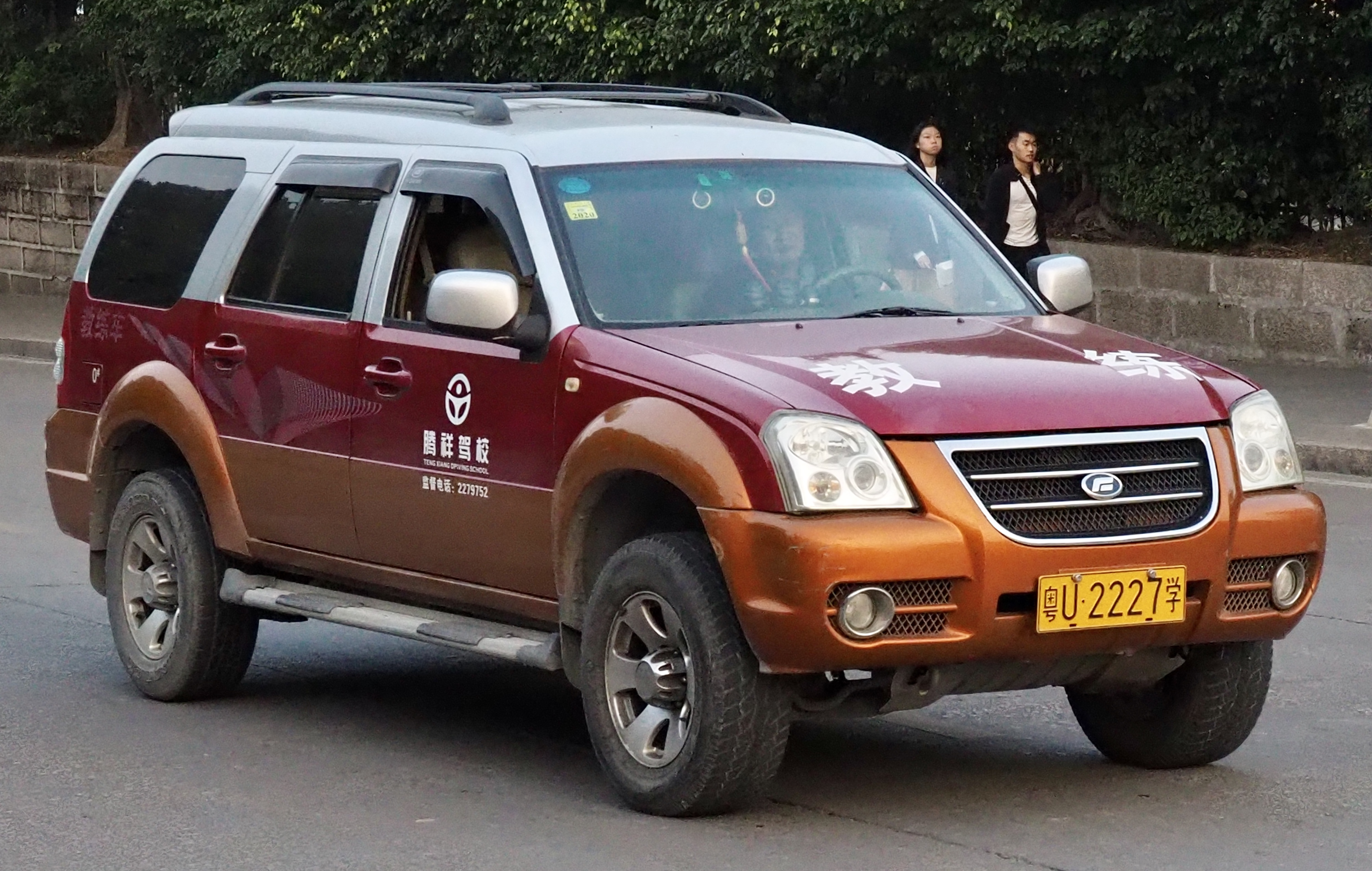
Foday Explorer III

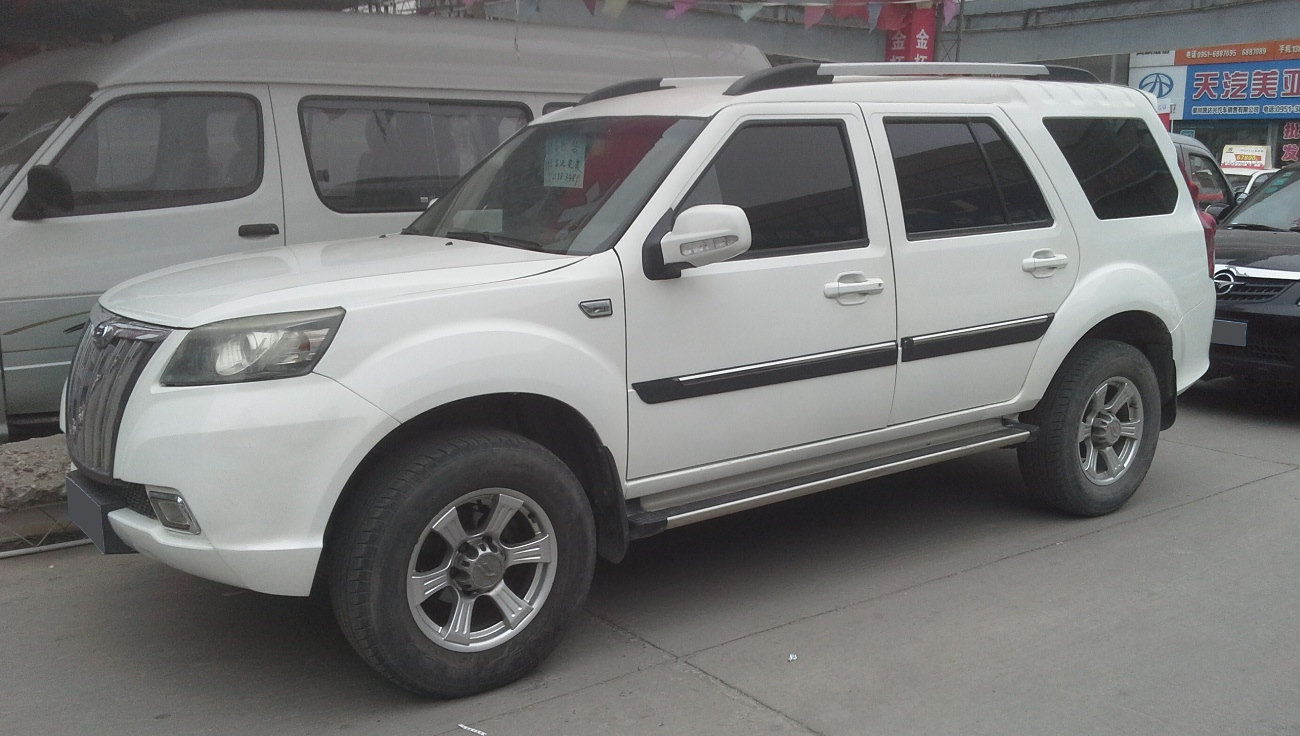
Foday Explorer 6

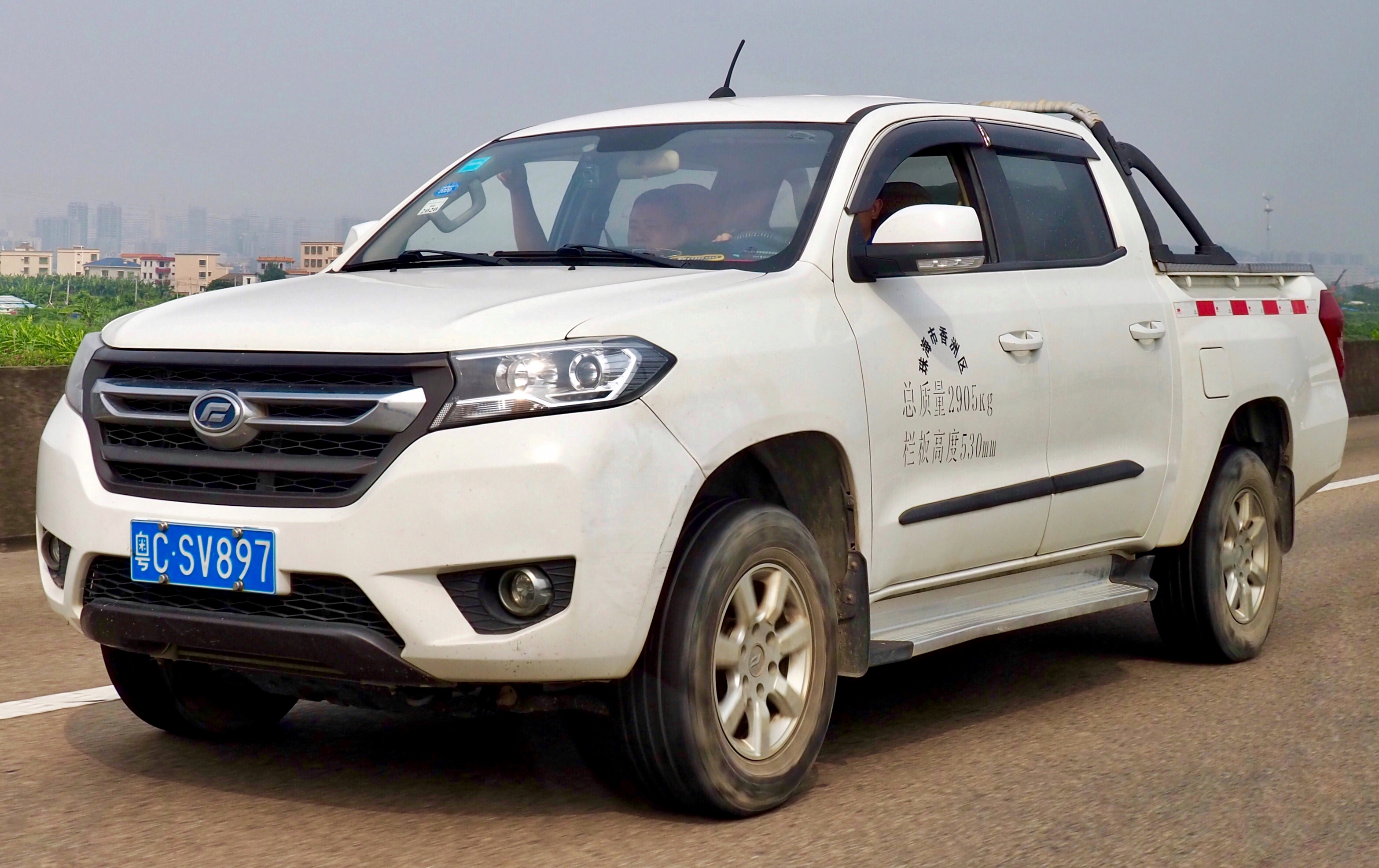
Foday Lion (Xiongshi)

Guangdong Foday Automobile Co. Ltd. ist ein Hersteller von Automobilen mit Sitz in Foshan (Volksrepublik China). Ältere Quellen verwenden die Firmierung Nanhai Fudi Automobile Corp. Ltd.

## Unternehmensgeschichte
Das Unternehmen geht zurück auf ein Unternehmen, das 1988 gegründet wurde. Anfangs wurden Karosserien hergestellt. Die Produktion von Automobilen begann 1996. Bloomberg L.P. gibt 2001 als Gründungsjahr an. Eine Internetseite präzisiert auf den 26. April 2001 als Datum der Änderung von Nanhai auf Guangdong Foday Automobile. Der Markenname lautet Foday, in China ehemals vielleicht auch Fudi. Das Unternehmen hatte 2008 Fertigungskapazitäten von 50.000 Fahrzeugen jährlich.
Im März 2020 wurde bekannt, dass Xpeng Motors das Unternehmen übernahm und dadurch die staatliche Erlaubnis zur Fahrzeugproduktion erhielt.

## Fahrzeuge
Im Angebot stehen Pick-ups und Geländewagen.
Der Autokatalog des Modelljahrs 2016 nennt die SUV-Modelle Lanfu und Explorer.
Der Lanfu ist bei einem Radstand von 2790 mm 4771 mm lang, 1870 mm breit und 1828 mm hoch. Zur Wahl stehen ein Vierzylinder-Ottomotor mit 2378 cm³ Hubraum und 100 kW Leistung sowie ein Vierzylinder-Dieselmotor mit 1850 cm³ Hubraum und der gleichen Leistung. Versionen mit Frontantrieb und zuschaltbarem Allradantrieb sind erhältlich.
Der Explorer III bietet fünf Sitze. Bei ihm beträgt der Radstand 3025 mm, die Länge 4855 mm, die Breite 1780 mm und die Höhe 1900 mm. Ein Ottomotor mit 2237 cm³ Hubraum und 76 kW Leistung oder alternativ ein Dieselmotor mit 1995 cm³ Hubraum und 75 kW Leistung treibt die Hinterachse an.
Der Explorer 6 hat Platz für sieben Personen. Die Maße mit 3000 mm Radstand, 4855 mm Länge, 1785 mm Breite und 1920 mm Höhe weichen geringfügig von denen des Explorer III ab. Zur Wahl stehen ein Ottomotor mit 2378 cm³ Hubraum und 100 kW Leistung sowie ein Dieselmotor mit 2499 cm³ Hubraum und 80 kW Leistung, den es nur in Verbindung mit Frontantrieb gibt.
In der Ausgabe für das Modelljahr 2017 bestätigt der deutsche Autokatalog die Modelle Lanfu und Explorer.
Das Unternehmen selbst nennt noch die Modelle Lion F 16, Lion F 22 und Landfort.

## Pkw-Produktionszahlen
| Jahr | Produktionszahl | Quelle       |
| ---- | --------------- | ------------ |
| 2000 | 200             | [ 3 ] [ 10 ] |
| 2001 | 400             | [ 3 ] [ 10 ] |
| 2002 | 800             | [ 3 ] [ 10 ] |
| 2003 | 1340            | [ 3 ] [ 10 ] |
| 2004 | 2400            | [ 10 ]       |
| 2005 | 2349            | [ 2 ]        |
| 2006 | 2776            | [ 2 ]        |
| 2007 | 3000            | [ 2 ]        |

2003 entstanden außerdem 111 Pick-ups und im Folgejahr 483.